# 草梧桐
草梧桐（学名：Waltheria americana）为梧桐科草梧桐屬下的一个种。